# Nevencentrum

Nevencentrum J van koordenvierhoek ABCD

De vier lijnen, die door de middens van de zijden van een koordenvierhoek ABCD gaan en in ABCD loodrecht op de overstaande zijde staan, gaan door één punt. Het nevencentrum of punt van Mathot van een koordenvierhoek ABCD is het gemeenschappelijke snijpunt van deze vier lijnen.
Het nevencentrum is het spiegelbeeld van het middelpunt van de omgeschreven cirkel M in het snijpunt van de diagonalen van het parallellogram van Varignon Z. Het valt samen met het punt van Euler van de koordenvierhoek.
Staan de diagonalen van de koordenvierhoek loodrecht op elkaar, dan ligt het nevencentrum op het snijpunt van de diagonalen.
Zijn Q en R de middelpunten van de diagonalen AC en BD en is P het snijpunt van AC en BD, dan is het nevencentrum het hoogtepunt van driehoek PQR.